# In the Lap of the Gods ...revisited
In the Lap of the Gods ...revisited är en låt av det brittiska rockbandet Queen, skriven av gruppens sångare Freddie Mercury. Låten gavs ut 1974 och finns med på bandets tredje studioalbum Sheer Heart Attack.
I början av sin karriär använde Queen denna låt för att avsluta sina konserter. Låten spelades även under Magic Tour 1986, efter att ha försvunnit ur gruppens repertoar 1977.

## Medverkande
- John Deacon - bas
- Brian May - gitarr
- Freddie Mercury - sång, piano
- Roger Taylor - trummor